# Rosinha, Minha Canoa
Rosinha, Minha Canoa é um romance dramático, próximo da prosa poética, escrito pelo autor brasileiro José Mauro de Vasconcelos e publicado em 1963. A obra foi o primeiro grande sucesso do autor do famoso livro Meu pé de laranja lima, e conta a história de Zé do Orocó e sua canoa Rosinha, com quem ele conversa. O livro tem a natureza como temática e plano de fundo.

## O livro
A obra está dividida em duas partes. A primeira se chama "Os vegetais" e a segunda, "Rosinha, meu amor". A narração conta a história de Zé do Orocó, que navega constantemente o Rio Araguaia, na região próxima a Aruanã, em sua canoa, Rosinha. Zé do Orocó mantém diálogo com os elementos naturais ao seu redor, as plantas, os animais, e também com a canoa. Com Rosinha, ele conversa sobre o cotidiano.
O protagonista possui um pequeno sítio, onde mora sozinho. A canoa é seu meio de sobrevivência, pois é a principal forma de transporte para buscar os "trens" necessários para o dia a dia.
1. 1 2 3  Silvestre, Penha Lucilda Souza (2 de abril de 2014). «O normal e o patológico: uma leitura de Rosinha, minha canoa de José Mauro de Vasconcelos (diálogo entre literatura e psicologia)». Claraboia (1): 78–91. ISSN 2357-9234. Consultado em 9 de setembro de 2022
2. 1 2  Paganini, Vera Lúcia Alves Mendes (13 de junho de 2015). «Regionalismo em José Mauro de Vasconcelos: literatura goiana ou literatura de Goiás?» 1 ed. Universidade Estadual de Goiás. Anais da Semana de Integração da UEG Câmpus Inhumas. 2: 414-423. Consultado em 8 de setembro de 2022